# Phyllophaga cuyabana
Phyllophaga cuyabana är en skalbaggsart som beskrevs av Moser 1918. Phyllophaga cuyabana ingår i släktet Phyllophaga och familjen Melolonthidae. Inga underarter finns listade i Catalogue of Life.